# Henrik Sjöström (arkitekt)

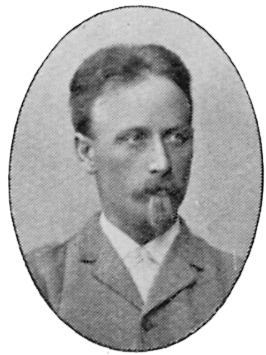
Henrik Sjöström

Axel Henrik Sjöström, född 13 december 1856 i Lund, död där 27 juli 1934, var en svensk arkitekt.
Sjöström var elev till Helgo Zettervall i Lund 1874–1881 och drev därefter egen verksamhet i staden. Han verkade som Zettervalls ombud vid flera arbeten i Lund, bland annat vid byggnationen av Universitetshuset och Domkyrkan år 1900. Han var Universitetets byggnadskonduktör 1910. Han står bakom ett stort antal privata och offentliga byggnader i Lund och ledde restaureringen av ett fyrtiotal kyrkor.
Sjöström var en ledande teosof och nykterhetsvän. Han är begravd på Norra kyrkogården i Lund.

## Verk  i urval (Lund om inget annat anges)
- Klassiska institutionen och Antikmuseet, Biskopsgatan 3, 1883–1886
- Lasarettskapellet, tillsammans med H Zettervall, 1887
- Magle lilla kyrkogata 3, 1879
- Bantorget 6, 1885
- Sankt Månsgatan 23, 1886
- Thomanderska studenthemmet vid Sandgatan 1895, ombyggnad
- Kulturen 24, Herrehuset (fasader) och Borgarhuset, 1892
- Grönegatan 19A, 1902
- Stora Tvärgatan 38, 1905
- Mårtenstorget 10, 1905–1906
- Kiliansgatan 9, Wieselgrens minne, 1906
- Skolgatan 6 - Östra Vallgatan 9, 1906
- Stora Södergatan 29, 1907
- Stora Gråbrödersgatan 12, 1908
- Karl XI gatan 1 - Clemenstorg 8, 1897
- Clemenstorg 10, 1900
- Clemenstorg 12 - Spolegatan 2, 1901–1902
- Spolegatan 4, 1903–1904
- Vårfrugatan 8B, 1915
- Gravkapell, Norra kyrkogården 1895–1896
- Restaurering Sankt Petri kyrkas torn, Malmö 1889
- Sankt Peters klosters kyrka, Ystad, 1893, 1899

## Bilder

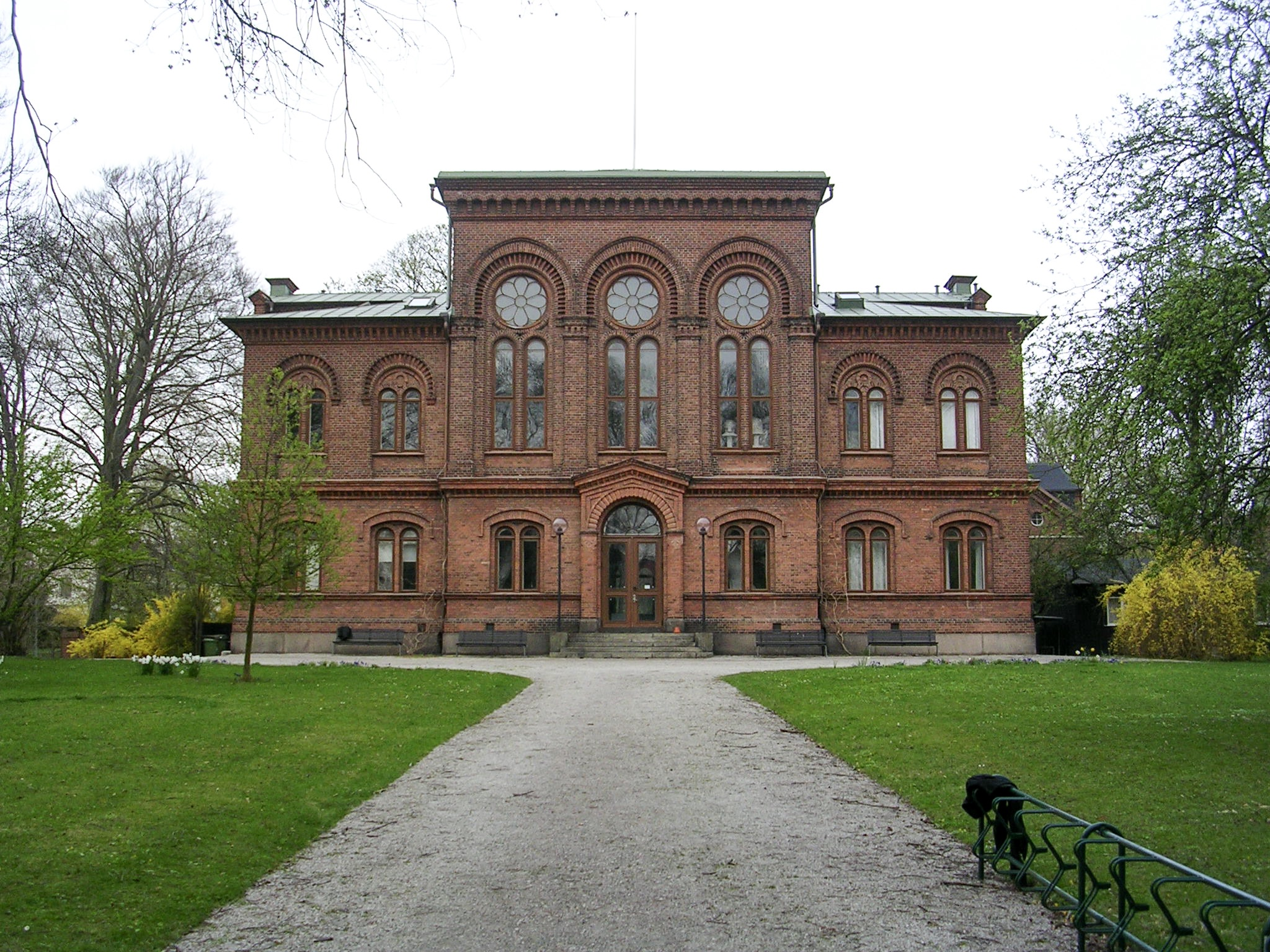
Classicum
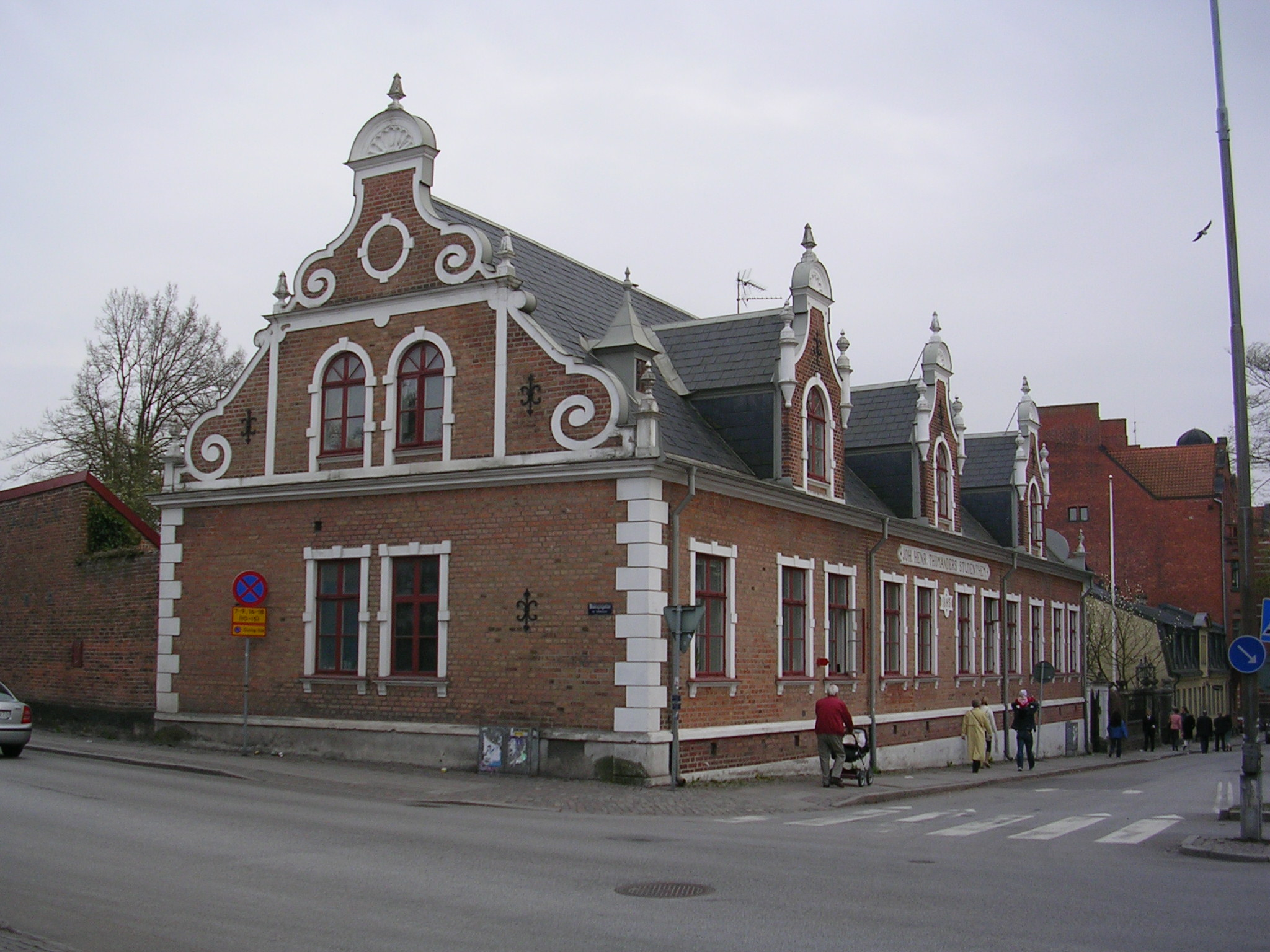
Thomanderska studenthemmet
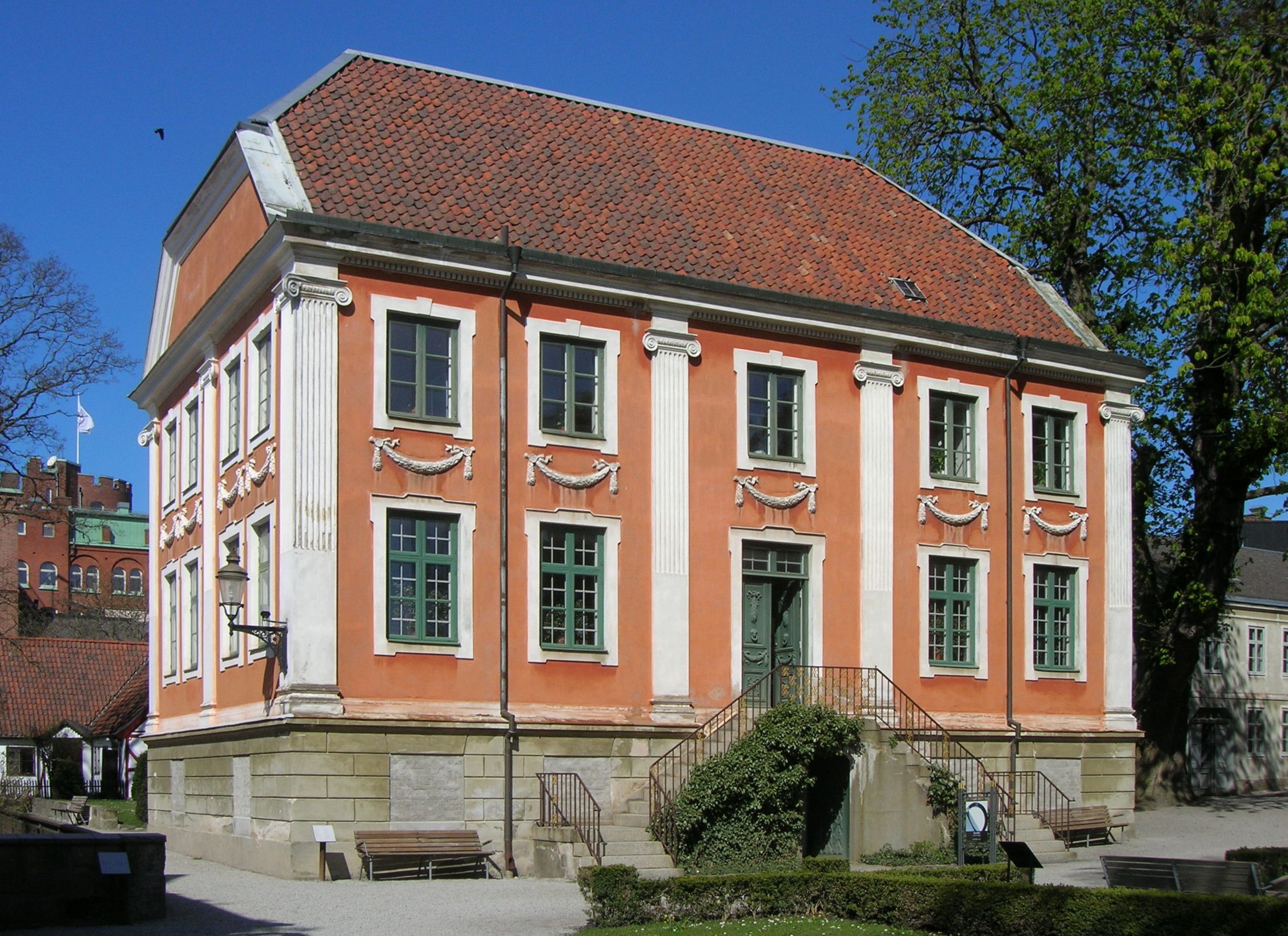
Herrehuset
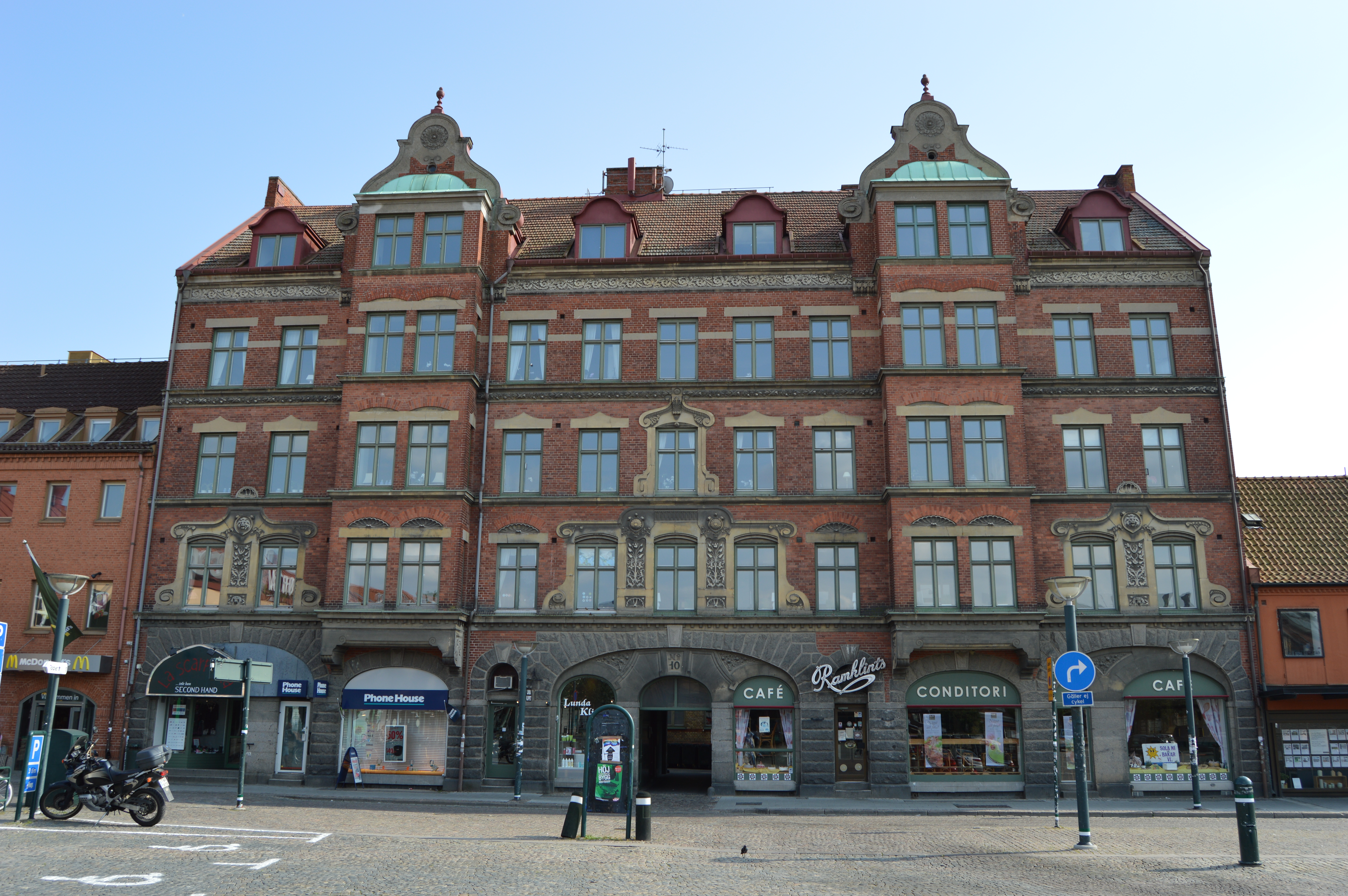
Mårtenstorget 10
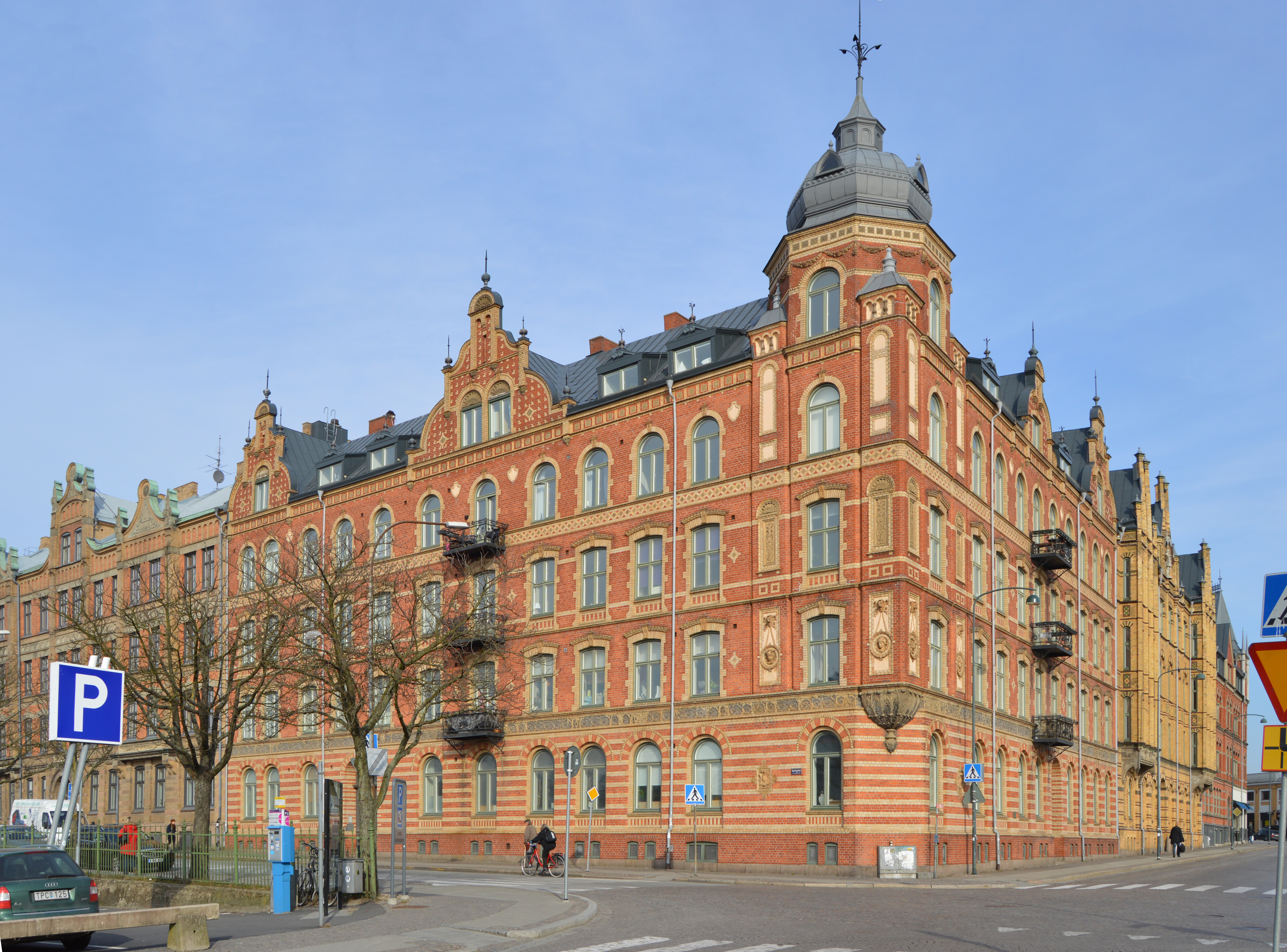
Clemenstorget 12